# لاغونا هيلس (كاليفورنيا)
لاغونا هيلس (بالإنجليزية: Laguna Hills)‏ هي إحدى مدن مقاطعة أورانج، كاليفورنيا. تم إعطاءها لقب مدينة في 20 ديسمبر، 1991.

## أعلام
- ماري براون
- جوزيف ميرفي
- تروي كول
- مايك هوبكينز
- ماثيو كوك

## الموقع الجغرافي
الموقع الجغرافي للمناطق المحيطة بهذه النقطة هو كالتالي: